# Леведія

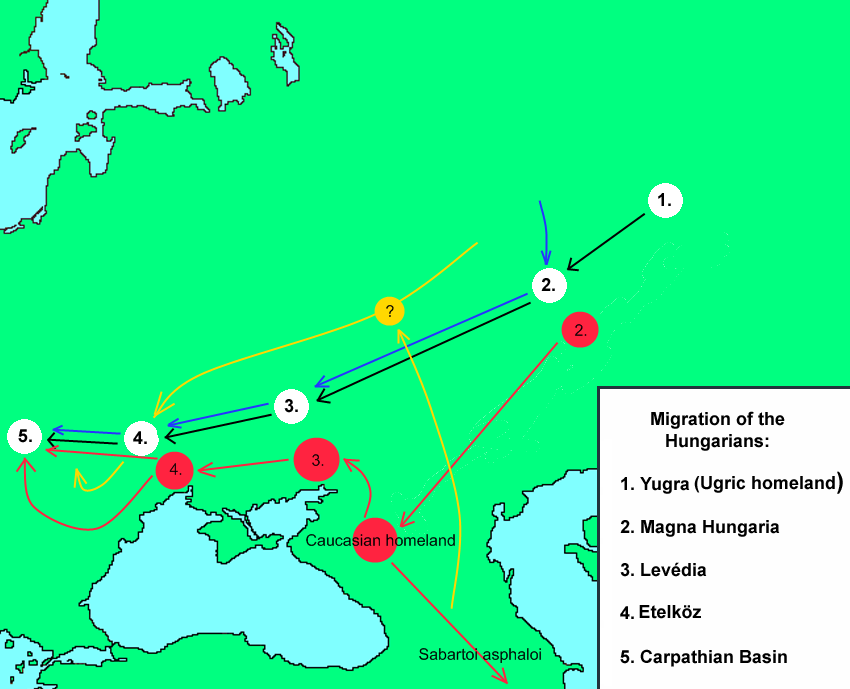

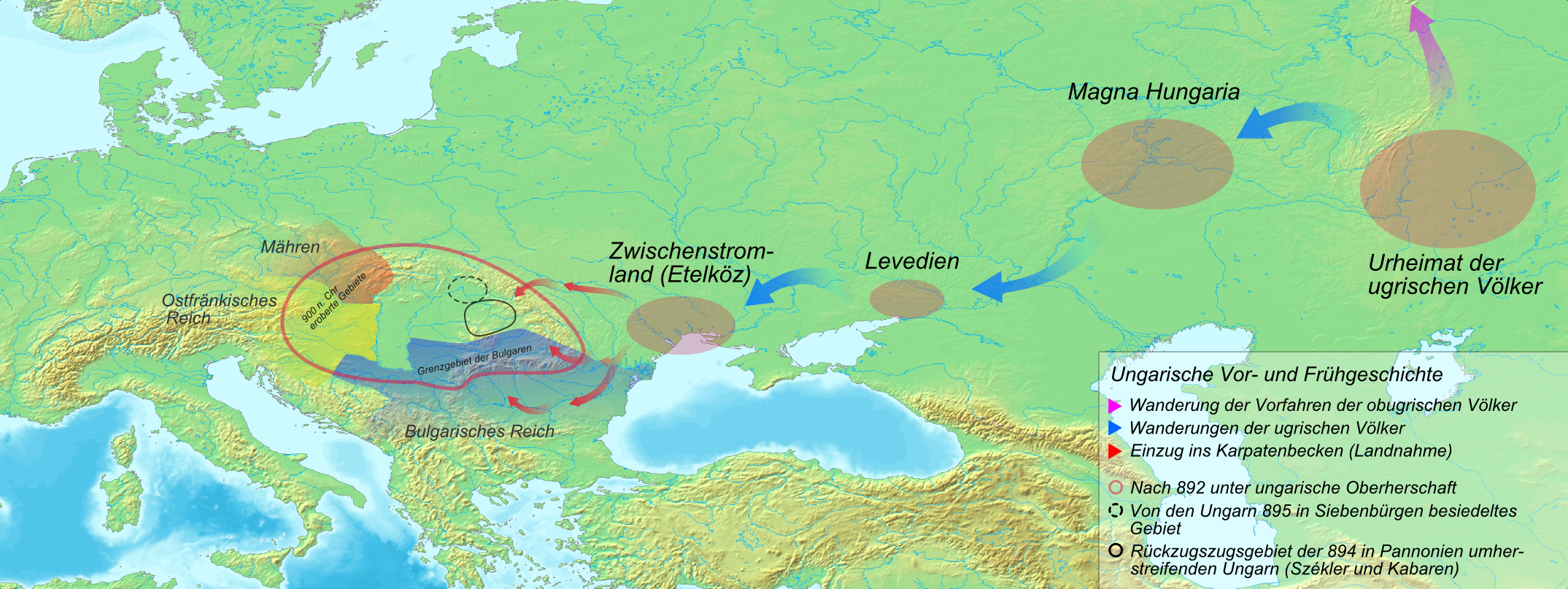

Леведія (угор. Levédia) — країна, історична область у Північному Причорномор'ї, в межиріччі Дніпра й Дону, яка наприкінці IX — початку X століття була населена пращурами сучасних угорців — уграми, що мігрували зі своєї прабатьківщини у Приураллі до Паннонії (сучасна Угорщина). За іншими відомостями Леведія була лише областю Ателькуза у межиріччі Дніпра та Дністра. За відомостями Костянтина Багрянородного угорці перебували в Леведії 3 роки, на думку істориків це було з 836 по 838 рік.

## Локалізація
Леведія (грец. Λεβεδία), згадувана в трактаті X століття «Про управління імперією», зазвичай локалізується степами між Дніпром і Доном та північним узбережжям Азовського моря

## Історія
Заселення угорцями Леведії могло відбутися у VIII столітті. Перш на цій території кочували тюркомовні булгари і зберігалося аланське землеробське населення, причому територія на захід від Дніпра визнавала владу хана дунайських болгар Крума, а на схід — хазарського.
Згідно з візантійськими джерелами, угорці оселилися в Леведії як союзники хазарського кагана, тому територія Леведії на історичних картах звичайно включається до складу Хазарії. Термін Леведія походить від імені угорського воєначальника Лебеди. У 820-х роках угорці заселяють простір на правому березі Дніпра, перш займані внутрішніми булгарами. У 889 році угорці під натиском печенігів покидають Леведію в напрямку Ателькуза. Перед відходом угорців з Леведії до них приєдналися три племена тюркомовних кабарів, які протягом короткого часу були асимільовані мадярами. Водночас частина угорських племен відкололася від основної їх маси і, за свідченням джерела, попрямувала «до Персії».
У статті Данилевського і Грота від 1879 року «Про шлях мадярів з Уралу до Лебедії» розглядалася можливість невірного тлумачення Костянтином Багрянородним походження назви Лебедія. У статті, зокрема, передбачається, що це країна численних похоронних курганів, розпушена земля на яких заростала лободою.

## Державний устрій
Форма правління в Леведії була військовою демократією. ця форма політичної організації, як і в інших народів, у угорів передувала появі держави. Її конкретним проявом був стійкий союз племен. Його складання обумовлено необхідністю об'єднання військових сил. З плином часу керівники спілки стали виконувати військові, судові і жрецькі функції.
У IX столітті на чолі союзу угорських племен стояв «глава», «цар», який мав титул Кенде. «Власне ім'я людини, яка царем у них, -Джила» (Дьюла) З опису договору, скріпленого кров'ю вождів племен, увійшли в союз, видно, що у IX столітті пост вождя союзу став спадковим надбанням однієї династії. Як її засновника традиція називає Альмотпа. Альмош був співправителем головного вождя, «воєводи» Леведія. Після смерті Альмоша на чолі союзу угорських племен став його син Арпад, по імені якого династія угорських вождів, а потім королів називається Арпада (Арпадовичів). Арпад фігурує в ряді джерел, які дозволяють припустити, що наприкінці IX століття головним вождем союзу племен був Курсан, а Арпад був його співправителем.

## Економіка
Природні умови Леведії і басейну згаданих річок дозволяли займатися кочовим скотарством (при наявності літніх і зимових стоянок) і зберігати ті початки землеробства, які з'явилися в угорців раніше. Судячи з даних мовознавства, тут угорці долучилися й до рибальства.

## Війни з сусідами
Прагнучи придбати нові пасовища, родоплемінна знать організовувала набіги на землі східних слов'ян-землеробів, частина бранців зверталася в рабство, частина продавалася знаттю в кримських портах візантійцям в обмін на предмети розкоші. Свідоцтва про це є у східних авторів. Ще під владою тюрків сформувалася військова організація угорців. Її силу тепер визнали візантійці, про що можна судити по «Тактиці» Льва VI Мудрого. Війни через худобу, пасовищ були звичайним явищем в житті угорських племен, які перебували у IX столітті, на останній стадії розвитку первісного ладу.